# نیل بالا
نیل بالا (به انگلیسی: Upper Nile state) یکی از استان‌های کشور سودان جنوبی است.
مرکز آن شهر ملکال است.